# Ascoli Piceno (stacja kolejowa)
Ascoli Picenoⓘ (wł. Stazione di Ascoli Piceno) – stacja kolejowa w Ascoli Piceno, w regionie Marche, we Włoszech. Znajdują się tu 3 perony.
Zarządzanie obiektami otwartymi dla pasażerów jest w gestii Centostazioni, natomiast obiekty ściśle związane z eksploatacją ruchu kolejowego są zarządzane przez Rete Ferroviaria Italiana (RFI).
| Ascoli Piceno                            |
| Linia Ascoli - San Benedetto (32,582 km) |
| San Filippoodległość: 1,201 km           |